# Fritz Graebner
Robert Fritz Graebner (4 de març de 1877 - 1934) va ser un etnòleg alemany.
Nasqué a Berlín. Treballà al Museu d'Etnologia de Berlin de 1899 a 1906. El 1911 va publicar l'obra "Mètode d'etnologia" que va ser una referència mundial pels estudis d'etnologia.
Durant part de la primera guerra mundial va treballar a Austràlia on va fer estudis sobre les diferències en les mitologies de les cultures Hamito-semítiques, Mongòliques, Indoeuropees i polinèsies.
Graebner encunyà el terme de Kulturkreise o cultura circular que és un concepte basat en el difusionisme de la cultura a partir d'un centre d'origen.